# Vyroskløften
Vyroskløften (græsk: Φαράγγι του Βυρού) er en dyb flodkløft beliggende i Messenien på Mani-halvøen på halvøen  Peloponnes i det sydlige Grækenland . Den løber fra foden af Profitis Ilias (det højeste bjerg i Taygetus- rækken) til Kardamyli. Om sommeren forbliver den knastør, men om vinteren er den kendt for spektakulære oversvømmelser og blive til en flod, som ofte fører affald såsom grene og sten til udløbet i byen Kardamyli, hvor den munder ud i Messenianbugten, der er en del af Det Joniske Hav.
Der er  flere vandrestier i kløften, som har forbindelse til  nærliggende klostre.